# Shadow Network
La Shadow Network (Xarxa a l'Ombra)  fou una operació d'espionatge informàtic originada a la Xina que va aconseguir robar documents classificats i correus electrònics del govern indi, l'oficina del Dalai Lama, i altres xarxes de govern d'alt nivell. Es considera la segona operació de ciber-espionatge descoberta pels investigadors de l'Information Warfare Monitor, després del descobriment de GhostNet el març de 2009. L'informe “Shadows in the Cloud: Investigating Cyber Espionage 2.0” es va publicar el 6 d'abril de 2010, aproximadament un any després de la publicació de "Tracking GhostNet".
La xarxa d'espionatge feia servir diversos serveis d'internet, com per exemple xarxes socials, computació al núvol i altres plataformes de treball en xarxa. Els serveis van incloure Twitter, Google, Baidu, Yahoo , Blogspot, i blog.com, que va actuar com a amfitrió de malware tot infectant ordinadors amb programari maliciós.